# خوسيه مانويل بريسينو غيريرو
خوسيه مانويل بريسينو غيريرو (بالإسبانية: José Manuel Briceño Guerrero)‏ هو عالم لغوي كلاسيكي وكاتب فنزويلي، ولد في 6 مارس 1929 في ولاية أبوري في فنزويلا، وتوفي في 31 أكتوبر 2014 في ولاية ماردة في فنزويلا.